# Avianca

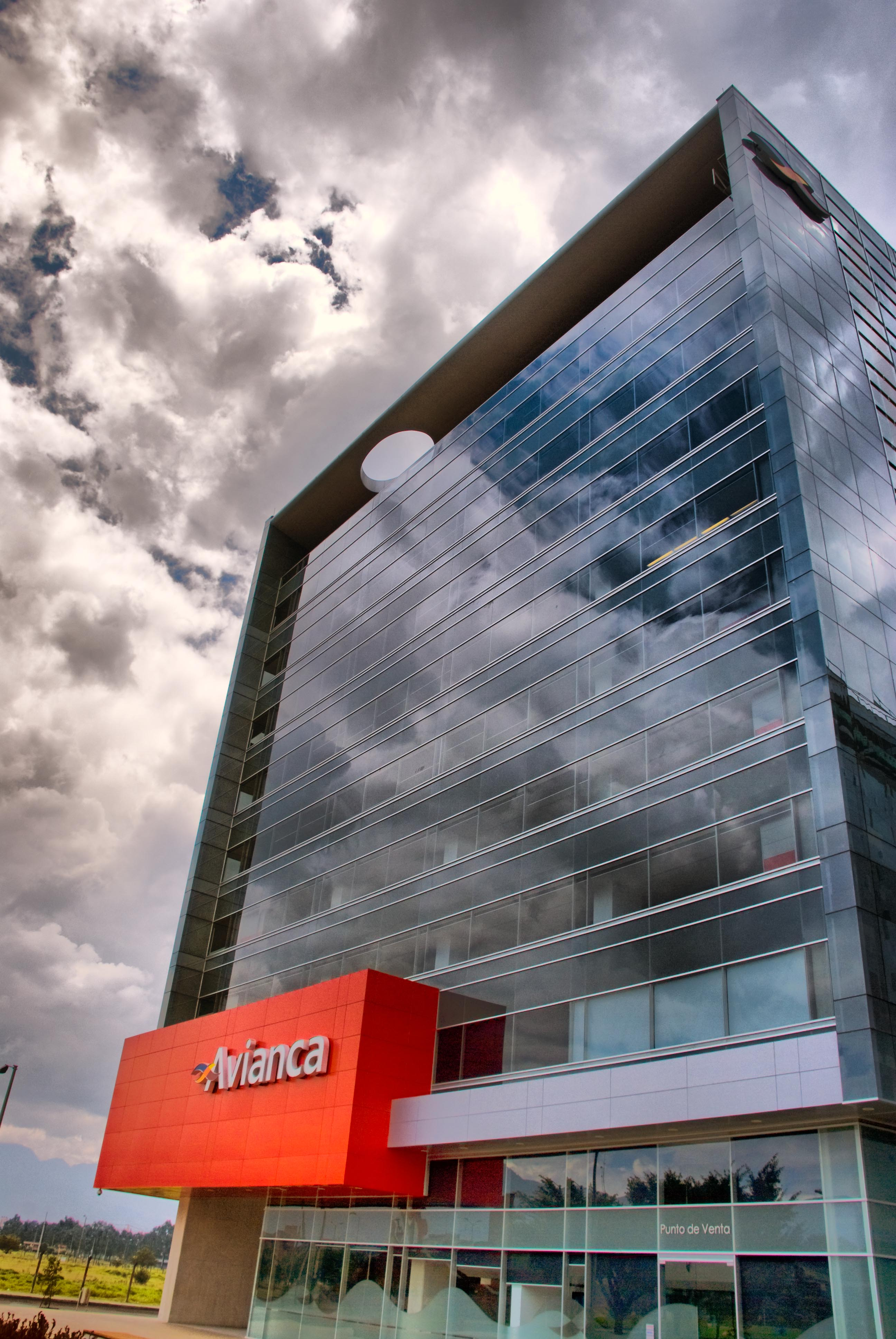
Siedziba główna Avianca Holdings S.A. w Bogocie

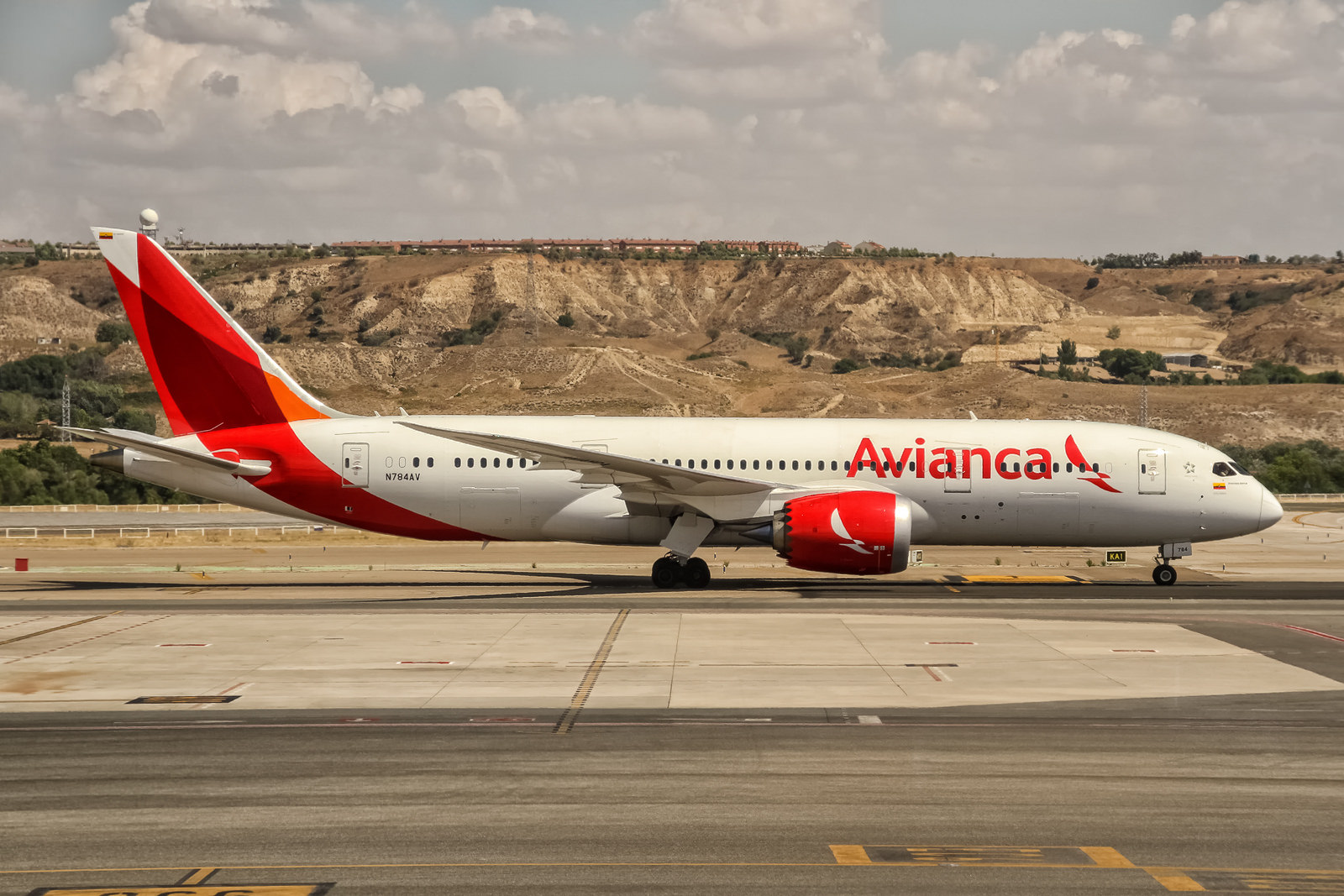
Boeing 787 Dreamliner linii Avianca na lotnisku Madryt-Barajas

Avianca, akronim z hiszp. Aerovías del Continente Americano S.A. – kolumbijska linia lotnicza założona 5 grudnia 1919, z siedzibą w Bogocie. Głównym węzłem jest port lotniczy Bogota-El Dorado.
W 2004 linia została kupiona przez mającego polskie i brazylijskie obywatelstwo Germána Efromovicha i należy do zarządzanego przez niego konglomeratu Synergy Group.

## Avianca Group
W skład grupy zarządzanej przez kolumbijską linię lotniczą, a zarejestrowanej w Wielkiej Brytanii, wchodzi 8 przewoźników z krajów Ameryki Łacińskiej.
Według stanu na sierpień2025 grupa dysponowała flotą 157 samolotów o średnim wieku 10 lat:
- AeroUnion – meksykańska linia lotnicza cargo, 2 samoloty
- Avianca – kolumbijska linia lotnicza, 126 samolotów
- Avianca Cargo – kolumbijska linia lotnicza cargo, 7 samolotów
- Avianca Costa Rica – kostarykańska linia lotnicza, 4 samoloty
- Avianca Ecuador – ekwadorska linia lotnicza, 8 samolotów
- Avianca El Salvador – salwadorska linia lotnicza, 8 samolotów
- Avianca Express – kolumbijska regionalna linia lotnicza, 3 samoloty
- Avianca Guatemala – gwatemalska linia lotnicza, 1 samolot

## Flota
Według stanu na sierpień 2025 roku flota Avianca składała się ze 126 samolotów o średnim wieku 10,1 lat:
| Samolot                 | Samolot | Samolot   | Liczba miejsc | Liczba miejsc | Liczba miejsc |         | Uwagi                          |
| Model                   | Aktywne | Zamówione | B             | E+            | E             | Łącznie | Uwagi                          |
| ----------------------- | ------- | --------- | ------------- | ------------- | ------------- | ------- | ------------------------------ |
| Airbus A319-100         | 7       | –         | 12            | 48            | 84            | 144     | Planowane wycofanie w 2025     |
| Airbus A320-200         | 67      | –         | 12            | 60            | 108           | 180     |                                |
| Airbus A320neo          | 26      | 50        | 12            | 60            | 108           | 180     | Planowane dostarczenie do 2031 |
| Airbus A320neo          | 10      | –         | –             | –             | 188           | 188     |                                |
| Boeing 787-8 Dreamliner | 13      | –         | 28            | –             | 222           | 250     |                                |
| Boeing 787-8 Dreamliner | 3       | –         | 32            | –             | 259           | 291     |                                |
| Łącznie                 | 126     | 50        |               |               |               |         |                                |

## Połączenia codeshare
Avianca ma umowy o współdzieleniu kodu code-share z następującymi liniami lotniczymi:
- Aeroméxico
- Air Canada
- Air China
- Air India
- Avianca El Salvador
- Copa Airlines
- Cubana de Aviación
- Etihad Airways
- EVA Air
- Gol Transportes Aéreos
- Iberia
- Lufthansa[6]
- Silver Airways
- Singapore Airlines
- TAME
- Turkish Airlines
- United Airlines